# Liste der Kulturgüter im Kanton Basel-Landschaft
Die Liste der Kulturgüter im Kanton Basel-Landschaft bietet eine Übersicht zu Verzeichnissen von Objekten unter Kulturgüterschutz in den 86 Gemeinden des Kantons Basel-Landschaft. Die Verzeichnisse enthalten Kulturgüter von nationaler, regionaler und lokaler Bedeutung.

## Geordnet nach Gemeinden in alphabetischer Reihenfolge
- Aesch
- Allschwil
- Anwil
- Arboldswil
- Arisdorf
- Arlesheim
- Augst
- Bennwil
- Biel-Benken
- Binningen
- Birsfelden
- Blauen
- Böckten
- Bottmingen
- Bretzwil
- Brislach
- Bubendorf
- Buckten *
- Burg im Leimental
- Buus
- Diegten
- Diepflingen *
- Dittingen
- Duggingen
- Eptingen
- Ettingen
- Frenkendorf
- Füllinsdorf
- Gelterkinden
- Giebenach
- Grellingen
- Häfelfingen *
- Hemmiken *
- Hersberg *
- Hölstein
- Itingen
- Känerkinden
- Kilchberg
- Lampenberg
- Langenbruck
- Läufelfingen
- Laufen
- Lausen
- Lauwil
- Liedertswil
- Liesberg
- Liestal
- Lupsingen *
- Maisprach
- Münchenstein
- Muttenz
- Nenzlingen
- Niederdorf
- Nusshof *
- Oberdorf
- Oberwil
- Oltingen
- Ormalingen
- Pfeffingen
- Pratteln
- Ramlinsburg
- Reigoldswil
- Reinach
- Rickenbach
- Roggenburg
- Röschenz
- Rothenfluh
- Rümlingen
- Rünenberg
- Schönenbuch *
- Seltisberg
- Sissach
- Tecknau
- Tenniken
- Therwil
- Thürnen *
- Titterten
- Wahlen
- Waldenburg
- Wenslingen
- Wintersingen
- Wittinsburg *
- Zeglingen
- Ziefen
- Zunzgen
- Zwingen

* Diese Gemeinde besitzt keine Objekte der Kategorien A oder B, kann aber (zzt. nicht dokumentierte) C-Objekte besitzen.